# Нікола Де Корсі

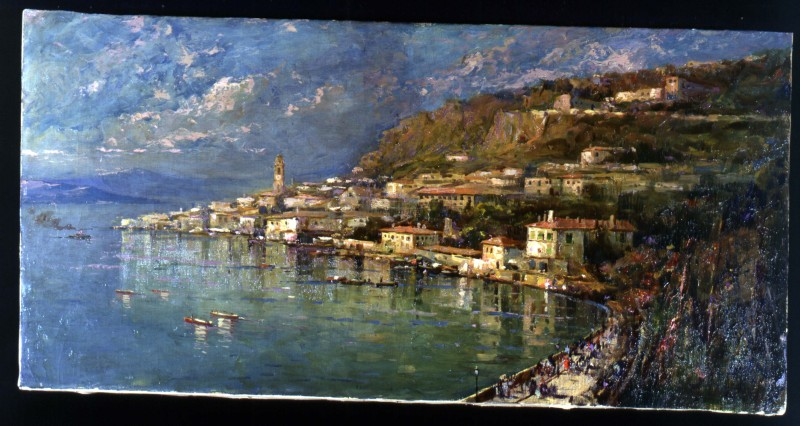
Неаполітанське узбережжя, 1910—1915 рр. (Фундація Каріпло)

Нікола Де Корсі (Nicolas De Corsi; нар. 1882, Одеса — 1956, Торре дель Греко) — італійський художник, уродженець Одеси.

## Біографія
Син італійського консула в українському місті Одесі та Емми Супініч, народився в 1882 році. Через рік після його народження помер його батько, а через два роки мати вдруге вийшла заміж за іспанського аристократа Гутьєрреса, що був консулом у Російській імперії.
Наступного року вся родина переїхала до Мадрида, де проходило навчання молодого художника. У 1896 році після смерті вітчима Нікола поїхав до Італії, спершу до Риму, де спочатку відвідував безкоштовну академію Святої Лючії (з якої пізніше був звільнений), а потім вечірню школу Художнього гуртка у Неаполі.
1900 року художник провів тривалу відпустку в Торре-дель-Греко (подія, яка виявилася дуже важливою в його житті). Пізніше брав участь у численних виставках (Національна виставка образотворчого мистецтва в Мілані; Осінній салон у Парижі; IX Міжнародна виставка у Венеції; Квадриєнале в Римі).
1930 року померла мати Ніколи Де Корсі, а 1934 року художник назавжди переїхав до Торре-дель-Греко. Він залишив це місто біля Везувію лише в 1940 році, оскільки був переміщений у Віко-Екуенсе, щоб повернутися туди в 1945 році.
Він помер у 1956 році у віці сімдесяти чотирьох років у будинку свого учня Антоніо Мадонни.

## Твори в музеях
- Мистецькі колекції фундації Cariplo в Мілані з роботою " Неаполітанське узбережжя " (1910–1915).
- Мистецька колекція SBAPPSAE Салерно з творами у сховищі Вид на віллу Гуарілья в Позілліпо (1918), морський пейзаж.